# Henriette Browne
Pour les articles homonymes, voir Browne.
Sophie de Bouteiller, dite Henriette Browne, est une peintre de genre française, née en 1829 à Paris et morte en 1901. Elle est également connue sous le nom de Mme de Saux de par son mariage le 14 juin 1855 avec le diplomate Jules Henry de Saux (†1879), ministre plénipotentiaire et secrétaire du comte Walewski.

## Biographie
Fille de Guillaume Bouteiller et nièce de Louise Bouteiller, Sophie de Bouteiller se forma à partir de l'année 1851 auprès de Charles Chaplin et fut l'élève d'Émile Perrin. Elle est considérée par l'historiographie comme l'une des pionnières dans la peinture orientaliste ,. L'historiographie a par la suite relevé cette spécificité à l'intérieur de la masse importante de la peinture de genre au XIXe siècle. Au demeurant, peu de femmes faisaient partie de cet ensemble de peintres dits de harem. Elle exposa au Salon de 1853 à 1878. Elle y reçut une médaille de 3e classe dans la section Peinture en 1855. La même année, elle participe à l'Exposition universelle. Également peintre graveur, elle reçut une médaille de 3e classe dans la section Gravure en 1863 pour ses gravures d'après Alexandre Bida, lui-même connu pour ses sujets orientalistes.
Ses peintures de harem, telles Une visite (intérieur de harem ; Constantinople, 1860) et Une joueuse de flûte (intérieur de harem ; Constantinople, 1860) du Salon de 1861 qui ont connu un grand succès et ont été abondamment commentées notamment par Théophile Gautier, sont alimentées de ce que l'artiste a pu voir lors de ses voyages. Malgré leur succès, ces deux œuvres ont aussi fait l’objet d’une critique importante. Pour cause, toutes deux représentent une scène d’un harem oriental. 
L'intérêt des critiques provenait du fait que l'on savait que les œuvres avaient été produites par une femme qui prétendait avoir vu à l'intérieur du harem. En effet,  les femmes peintres partageaient un accès sexué aux harems que les hommes n’avaient pas. Les informations peintes sont alors considérées « authentiques », et dès lors, constituaient un défi potentiel aux conventions orientalistes.
Ainsi, son exploration unique du harem résonne comme une affirmation de la légitimité des femmes dans la narration artistique, tout en dévoilant un Orient bien plus diversifié et humain que les fantasmes érotiques souvent présentés par les artistes masculins. Henriette Browne contribue à une compréhension plus riche et équilibrée de l'Orient au sein de l'histoire de l'art du 19e siècle.
En 1860, elle se rend à Constantinople où elle accompagne son mari, diplomate. En 1865, elle entreprend en outre un voyage au Maroc. Puis elle se rend en Syrie en passant par l'Egypte durant les années 1868 et 1869.
Ayant atteint une reconnaissance critique et professionnelle conséquente, elle est désignée en 1862 comme l’un des membres fondateurs de la Société nationale des beaux-arts de Paris. À titre posthume, en 1894, elle sera également membre honoraire de l’Institut royal des Aquarellistes (Royal Institute of Painters in Watercolours) de Londres.
Alors âgée de cinquante ans, elle n'expose plus à partir de 1879. Elle s'éteindra dans sa demeure du 39, rue Jean-Goujon à Paris, le 14 mars 1901.

## Œuvres

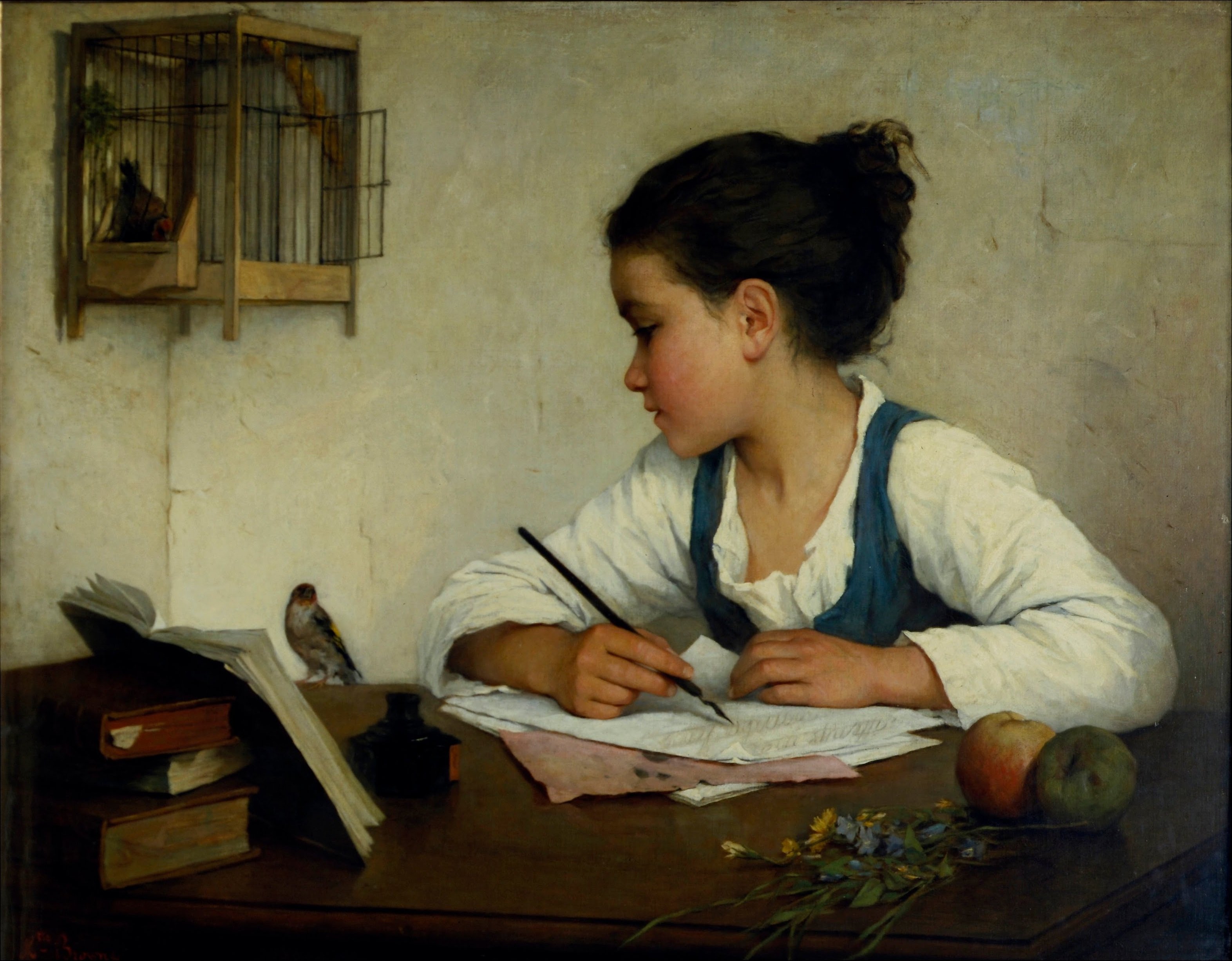
v.1870 - Enfant écrivant, Victoria and Albert Museum
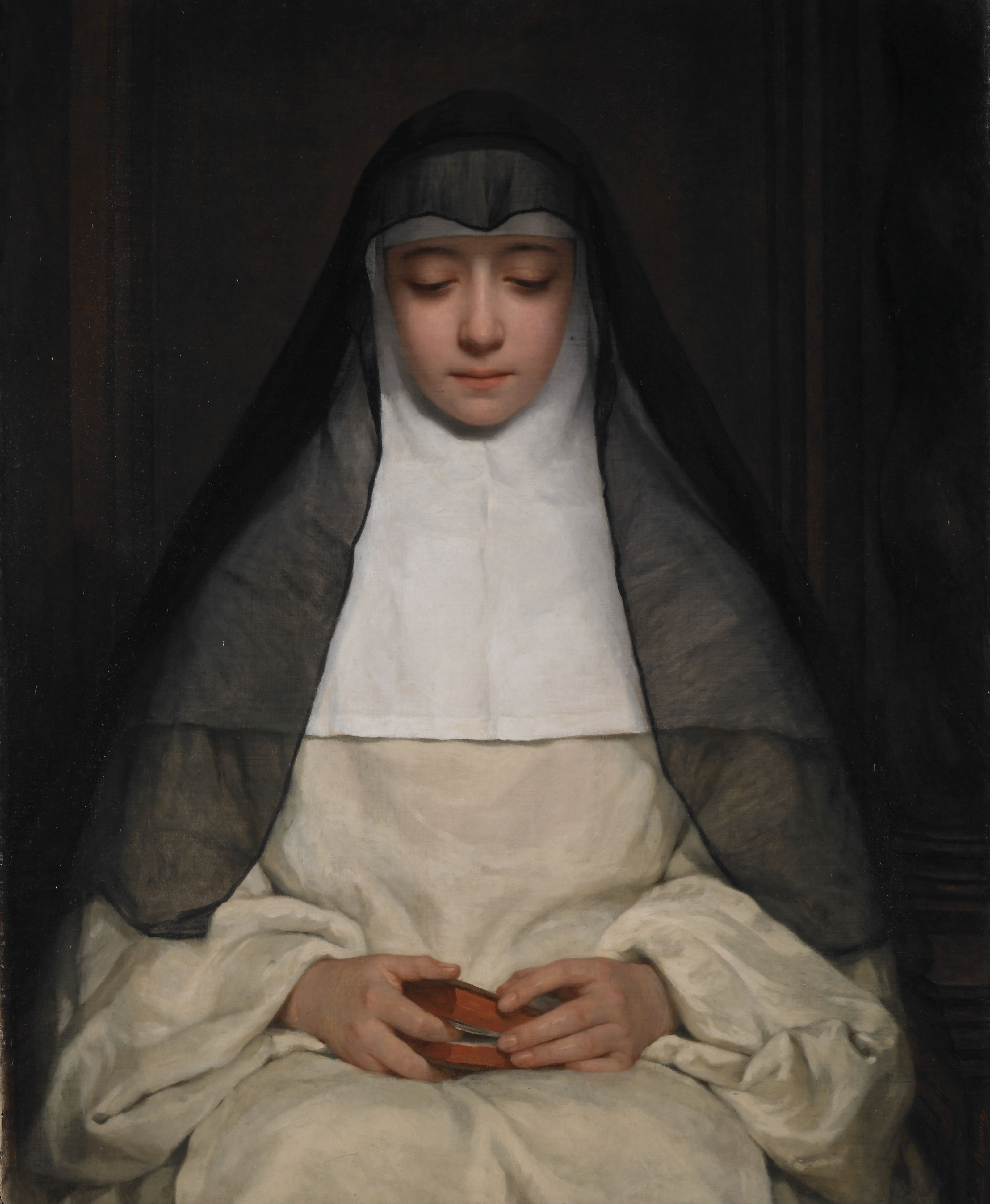
1859 (vers) - La Religieuse, National Museums Liverpool
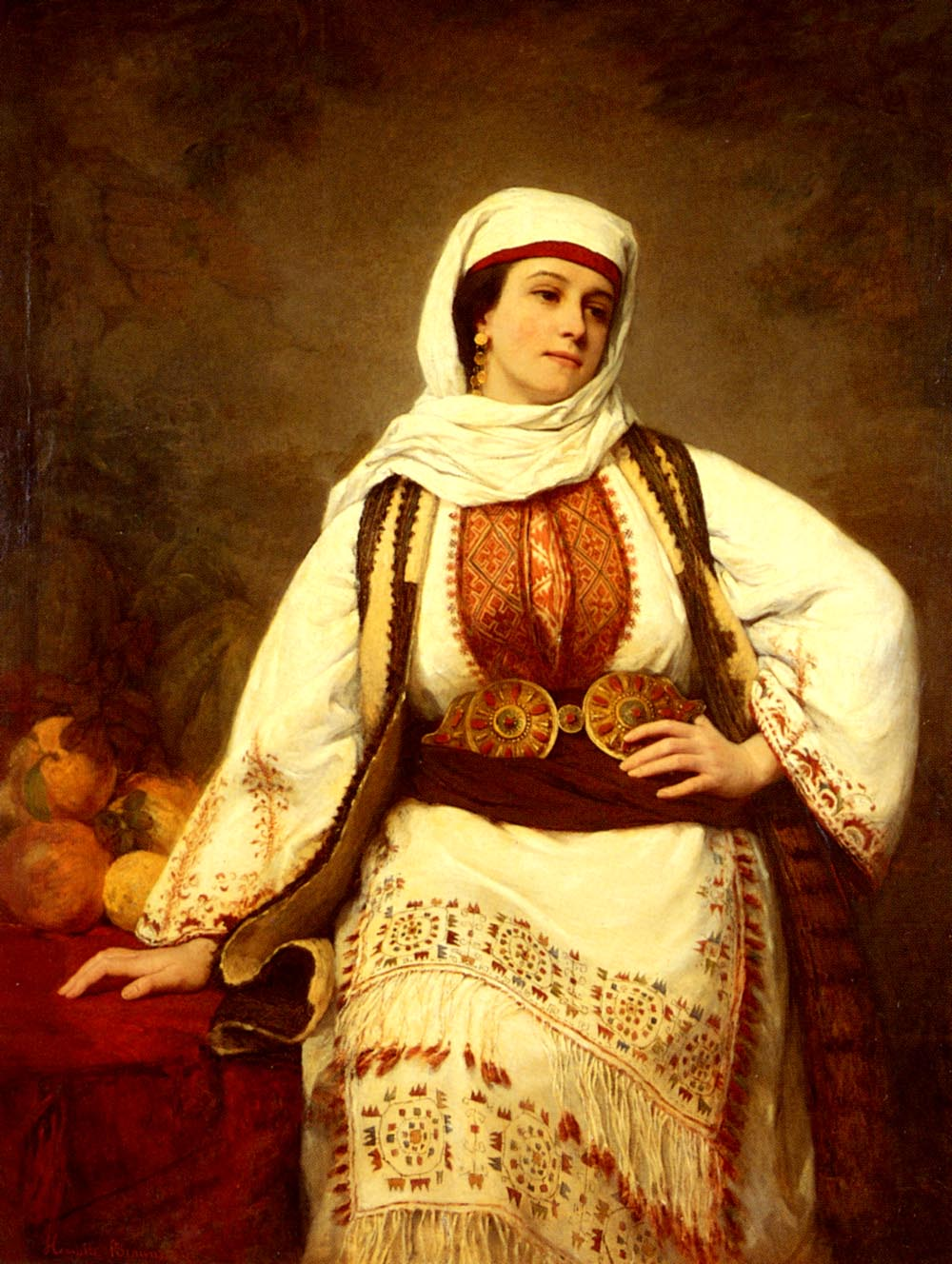
1861 - Une Beauté Orientale, collection privée
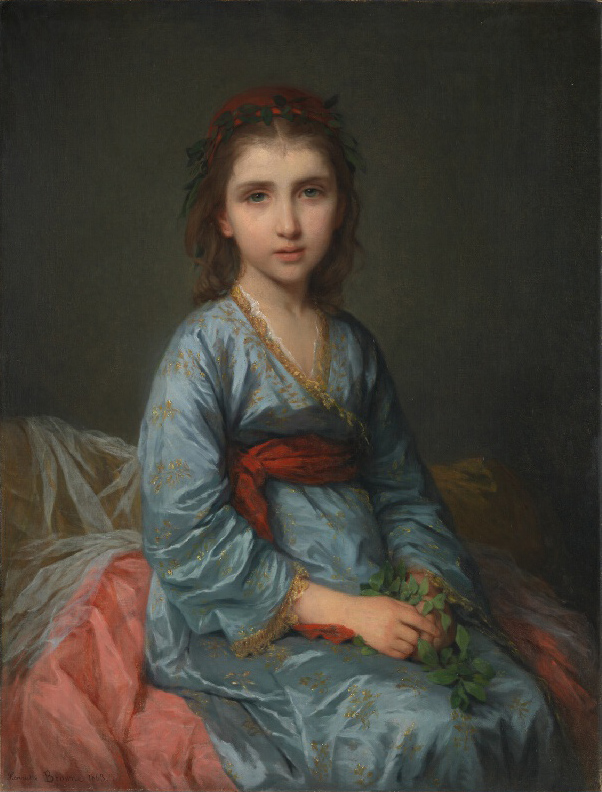
1863 - La captive grecque, National Gallery de Londres
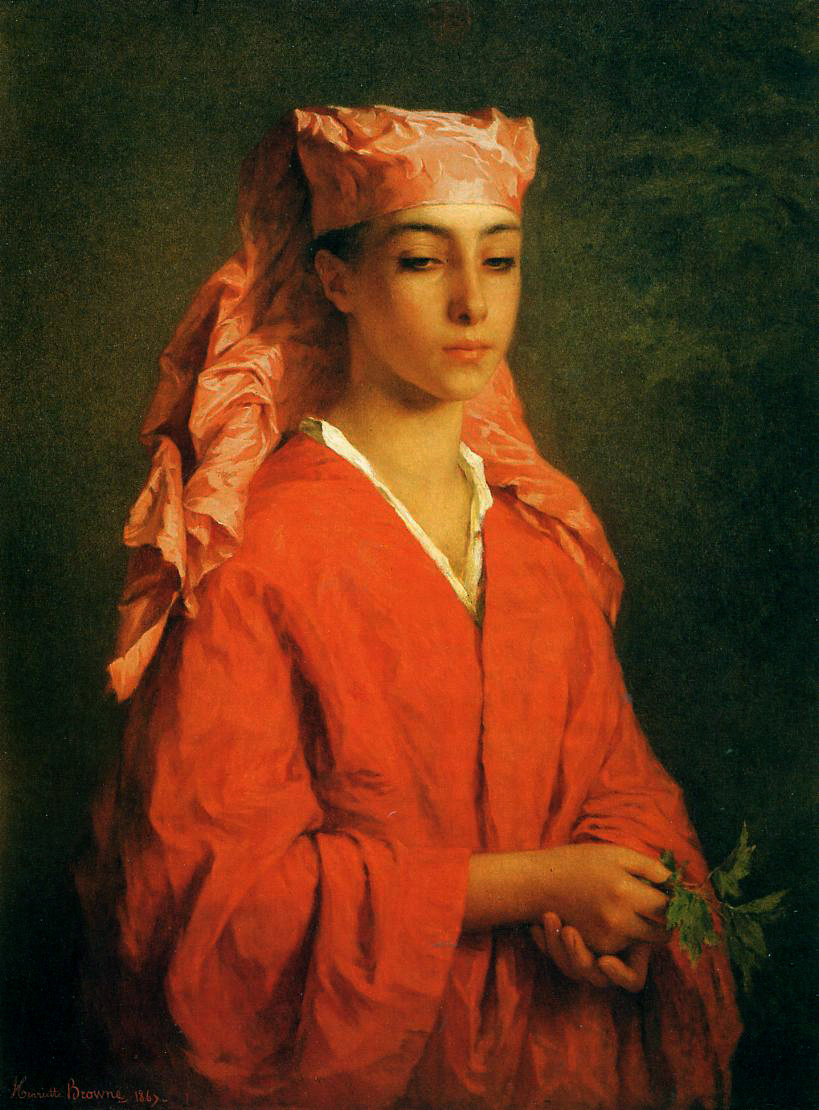
1867 - Fellah nord-africaine, collection privée
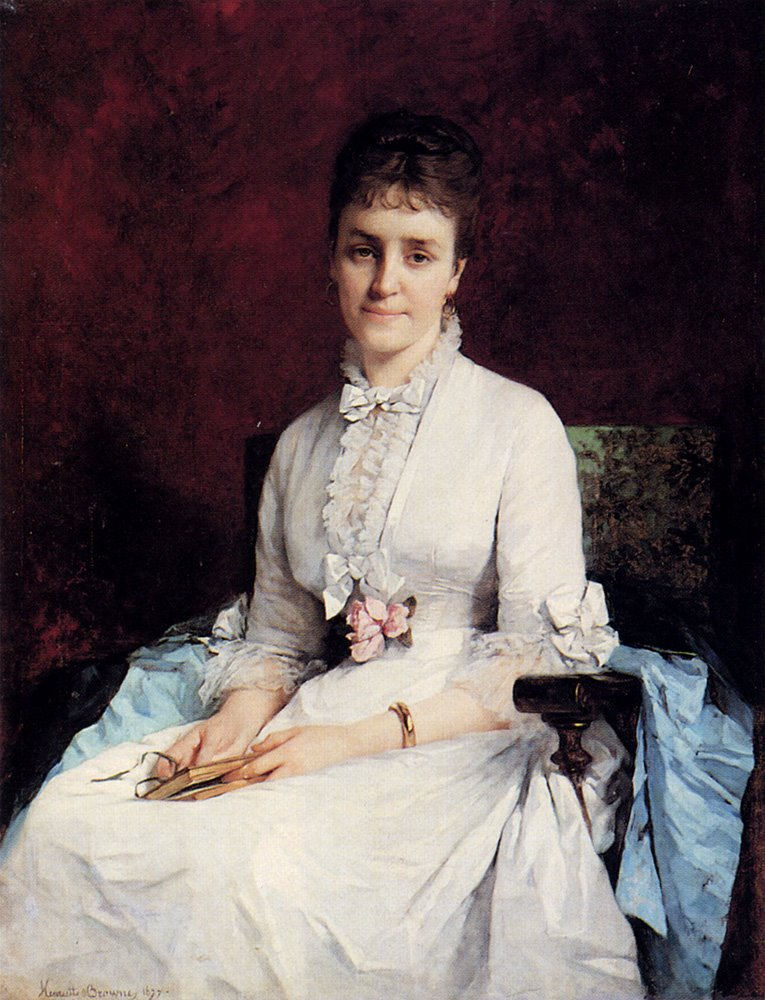
1877 - Portrait de femme, collection privée
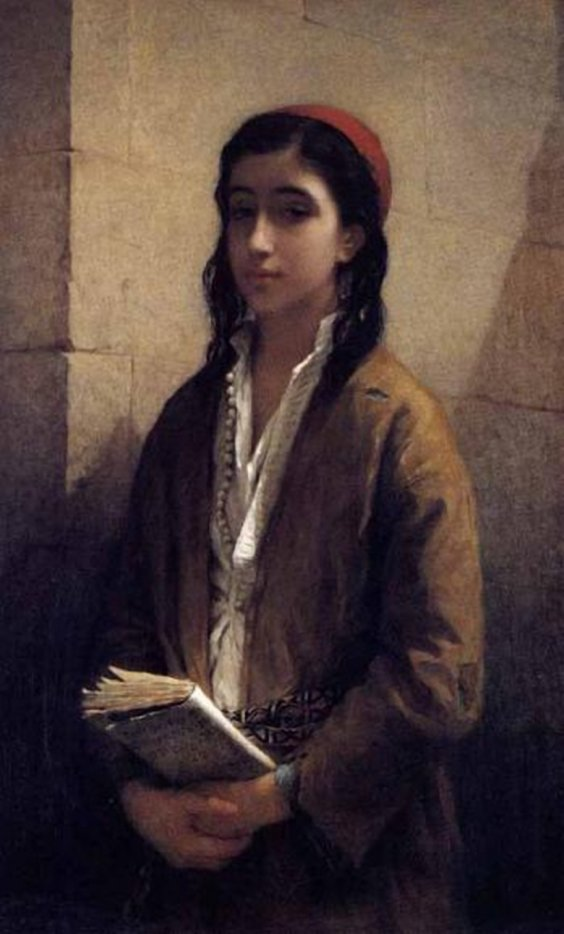
La Belle Juive (1865)
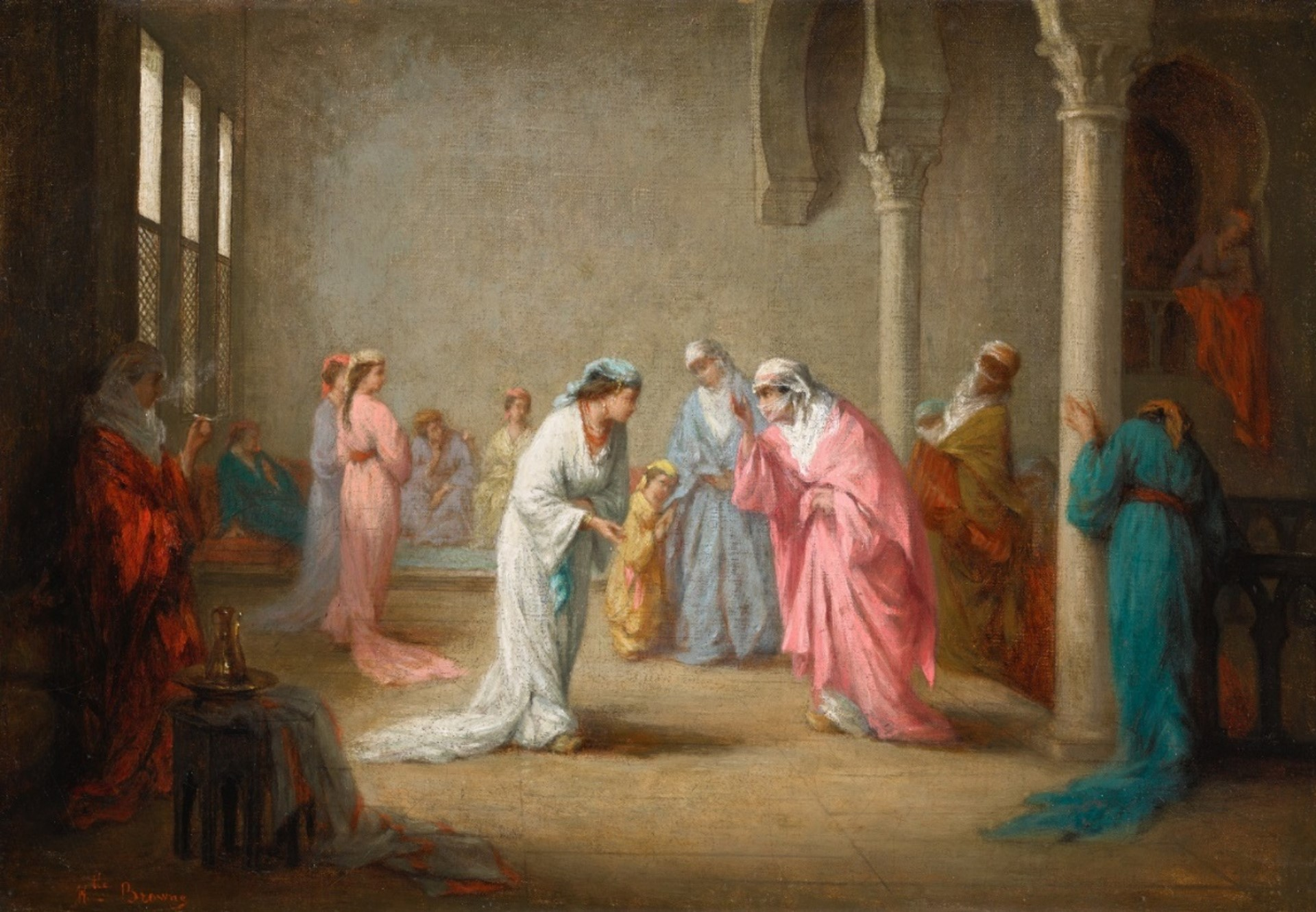
1861 - Une Visite (Intérieur de Harem, Constantinople, 1860), huile sur toile, 29,5 x 41cm, collection privée[17].

- 1857 : La Lecture de la Bible, Christchurch Art Gallery Te Puna o Waiwhetu (Nouvelle-Zélande)[18]
- 1860 (exposé) : Le Catéchisme[19].
- 1878 : Un Nubien (Haute-Egypte), huile sur toile, Nice, musée des Beaux-Arts Jules Chéret